# Elezioni generali nel Regno Unito del 1929
Le elezioni generali nel Regno Unito del 1929 si tennero giovedì 30 maggio e portarono a un hung parliament; fu la seconda di quattro elezioni tenutesi a suffragio segreto e la prima di tre elezioni con il suffragio universale in cui un partito perse nel voto popolare (cioè ottenne meno voti di un altro partito), ma conquistò il maggior numero dei seggi parlamentari; le altre quattro elezioni furono quella del 1874, del 1951 e del febbraio 1974. Nel 1929 il partito vincitore del maggior numero di seggi fu il Partito Laburista di Ramsay MacDonald, che arrivò primo come numero di deputati alla Camera dei comuni per la prima volta, ma non riuscì ad ottenere una maggioranza assoluta. Il Partito Liberale guidato da David Lloyd George riconquistò parte dei voti che aveva perso alle elezioni del 1924, e rappresentò l'ago della bilancia.
Quelle del 1929 furono spesso definite "le elezioni Flapper", perché furono le prime in cui le donne tra 21 e 29 anni poterono voltare secondo il Representation of the People Act 1928. Le donne oltre i 30 anni potevano votare sin dalle elezioni generali del 1918.
Le elezioni furono disputate sulla scia di una crescente disoccupazione, con il ricordo dello sciopero generale del 1926 ancora fresco nella mente degli elettori. Nel 1929 il governo Baldwin veniva descritto da molti come "Vecchio ed esausto".
I liberali intrapresero una campagna su un programma di lavori pubblici dal titolo "Possiamo battere la disoccupazione"; il Partito Conservatore in carica utilizzò il tema "La sicurezza prima di tutto", mentre i laburisti seguirono il tema "Laburisti e la nazione".

## Risultati
| Liste | Liste                              | Voti      | %     | Variazione % | Seggi | Variazione seggi |
| ----- | ---------------------------------- | --------- | ----- | ------------ | ----- | ---------------- |
|       | Partito Conservatore               | 8.252.527 | 38,1% | 8,7%         | 260   | 152              |
|       | Partito Laburista                  | 8.048.968 | 37,1% | 3,8%         | 287   | 136              |
|       | Partito Liberale                   | 5.104.638 | 23,6% | 5,8%         | 59    | 19               |
|       | Indipendenti                       | 94.742    | 0,4%  | 0,2%         | 4     | 2                |
|       | Partito Comunista di Gran Bretagna | 47.554    | 0,2%  | 0,2%         | 0     | 1                |
|       | Indipendenti Conservatori          | 46.278    | 0,2%  | —            | 0     | —                |
|       | Proibizionisti Scozzesi            | 25.037    | 0,1%  | 0,1%         | 1     | 0                |
|       | Nazionalisti irlandesi             | 24.177    | 0,1%  | 0,1%         | 2     | 2                |
|       | Laburisti Indipendenti             | 20.825    | 0,1%  | 0,1%         | 1     | 1                |
|       | Indipendenti Liberali              | 17.110    | 0,1%  | 0,1%         | 0     | 0                |
|       | Partito Nazionale di Scozia        | 3.313     | 0,0%  | —            | 0     | —                |
|       | Plaid Cymru                        | 609       | 0,0%  | —            | 0     | —                |

Voto popolare:
|              |              |  |        |        |
| ------------ | ------------ |  | ------ | ------ |
| Conservatori | Conservatori |  | 38,06% | 38,06% |
| Laburisti    | Laburisti    |  | 37,12% | 37,12% |
| Liberali     | Liberali     |  | 23,54% | 23,54% |
| Indipendenti | Indipendenti |  | 0,83%  | 0,83%  |
| Altri        | Altri        |  | 0,46%  | 0,46%  |

Ripartizione dei seggi:
|              |              |  |        |        |
| ------------ | ------------ |  | ------ | ------ |
| Laburisti    | Laburisti    |  | 46,67% | 46,67% |
| Conservatori | Conservatori |  | 42,48% | 42,48% |
| Liberali     | Liberali     |  | 9,59%  | 9,59%  |
| Indipendenti | Indipendenti |  | 0,81%  | 0,81%  |
| Altri        | Altri        |  | 0,16%  | 0,16%  |